# Karl Lossen

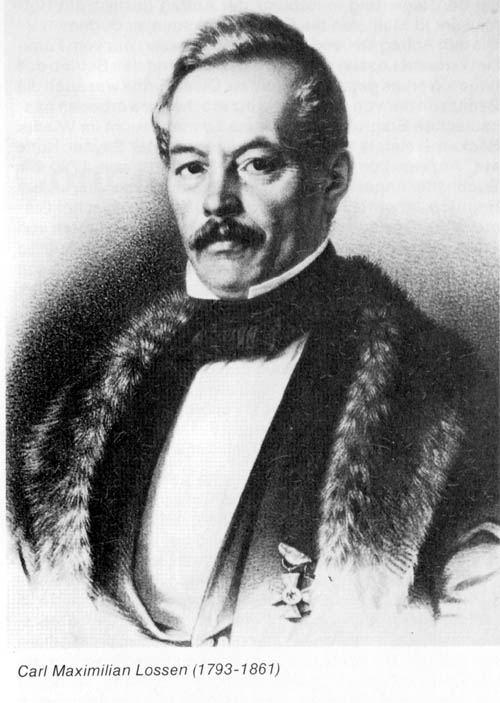
Carl Maximilian Lossen (1793–1861), Gründer der Concordiahütte

Karl Maximilian Lossen (auch Carl)  (* 6. Juni 1793 in der Sayner Hütte; † 28. April 1861 in Bendorf-Mülhofen) war Eisenindustrieller und Landtagsabgeordneter.

## Familie
Karl Lossen war der Sohn des Hüttenherren Anselm Lossen (1758–1821) und dessen Frau Maria Gertrud Petronilla geborene Hoffmann (1768–1823). Sein Bruder Joseph Lossen wurde ebenfalls Hüttenherr. Er heiratete in erster Ehe 1820 Margaretha geborene Cathrein aus Camberg (1796–1831) und 1835 in Hasselbach in zweiter Ehe Caroline geborene Bender aus Burgschwalbach (1816–1890).
Aus der zweiten Ehe ging der Sohn Karl Lossen (1836–1881) hervor, der den väterlichen Betrieb übernahm.
Seine Nichte war die Schauspielerin Lina Lossen.

## Leben
Karl Lossen erhielt zunächst Hausunterricht bei Wilhelm Frorath und besuchte 1806 bis 1808 die Gymnasien in Montabaur und Aschaffenburg. Er studierte ab 1808 an der Universität Heidelberg Mineralogie und Berghüttenfach. Ab 1809 arbeitete er im väterlichen Betrieb. 1811 studierte er erneut, diesmal in Paris. Ab 1812 arbeitete er in der Grube Holzappel und ab 1816 in schlesischen Bergwerken.
In den Befreiungskriegen diente er 1814 freiwillig als nassauischer Jäger.
Seit 1818 wohnte er in Camberg und leitete die Michelbacher Hütte (bis 1844, mit Bruder Mathias Aloisius). Den Anschluss des Herzogtums Nassau an den Zollverein unterstützte er aktiv. Seit 1838 baute er die Concordiahütte in Sayn auf und leitete das Unternehmen. 1840 erhielt er den Titel Bergrat, 1846 Oberbergrat. Ab 1844 lebte er in Bendorf.

## Politik
Er war aktives Mitglied des Deutschen Vereins für vaterländische Arbeit. 1839 wurde er in einer Nachwahl für Heinrich Trombetta in die Zweite Kammer der Landstände des Herzogtums Nassau gewählt und war dort Wortführer der Gewerbetreibenden und Eisenhütten. Er gehörte dem Landtag bis 1845 an.
1852 bis zu seiner Mandatsniederlegung 1853 war er Mitglied der ersten Kammer der Landstände, gewählt durch die Gruppe der Gewerbetreibenden.
1850 wurde er für den Wahlkreis Nassau 3 in das Volkshaus des Erfurter Parlamentes gewählt, nahm das Mandat jedoch nicht an.
1842 bis 1854 war er Mitglied der Landesdeputiertenversammlung. 1851 war er Gründer des Vereins zum Verkauf des nassauischen Roheisens in Limburg und wurde bis 1861 dessen Vorsitzender.

## Werke
- Der Schutz der Eisenindustrie vor der verfassungsgebenden deutschen Nationalversammlung, Wiesbaden, 1848